# جبل الوسط (قرية)
جبل الوُسْط قرية تونسية تقع في ولاية زغوان، شمال شرقي مدينة بئر المشارقة.